# Ulrichshorn
Ulrichshorn är en bergstopp i Schweiz.   Den ligger i distriktet Visp och kantonen Valais, i den södra delen av landet, 100 km söder om huvudstaden Bern. Toppen på Ulrichshorn är 3 925 meter över havet, eller 82 meter över den omgivande terrängen. Bredden vid basen är 0,23 km.
Terrängen runt Ulrichshorn är huvudsakligen mycket bergig. Närmaste större samhälle är Zermatt, 14,5 km sydväst om Ulrichshorn. 
Trakten runt Ulrichshorn består i huvudsak av gräsmarker. Runt Ulrichshorn är det mycket glesbefolkat, med 6 invånare per kvadratkilometer.